# Vakwerkbrug

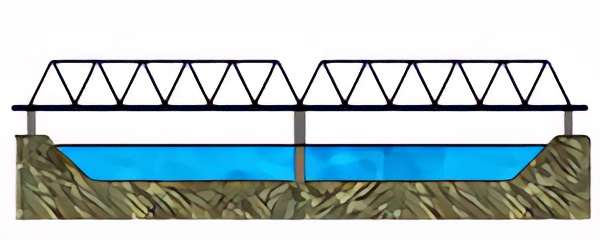
Het principe van een (niet doorlopende) vakwerkbrug

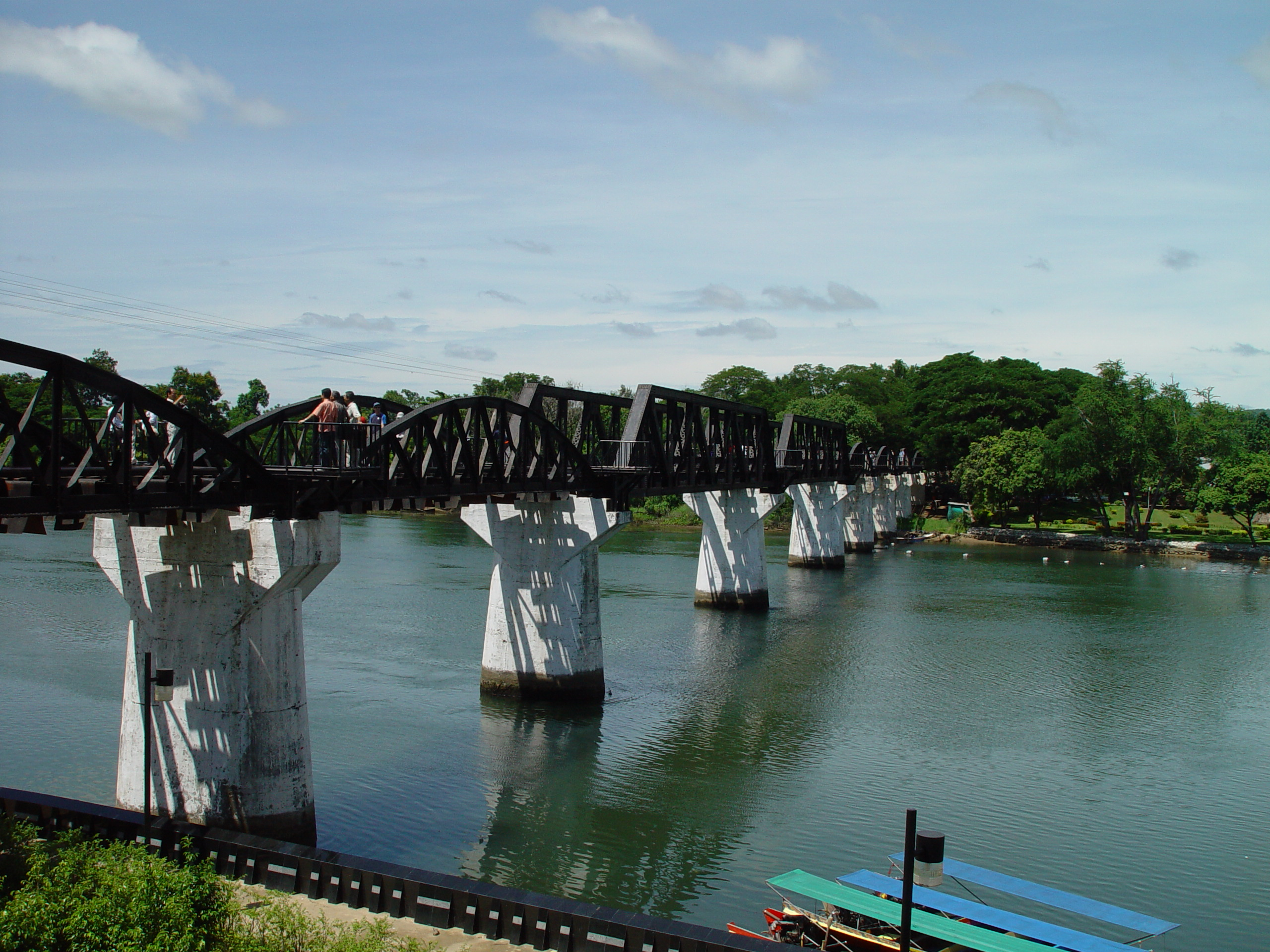
Vakwerkbrug in Thailand, beter bekend als de "brug over de rivier de Kwai"

Een vakwerkbrug is een type brug bij middelgrote overspanningen. De brug ontleent zijn dragend vermogen aan een vakwerk, een in het algemeen stalen constructie aan beide zijden van het brugdek, die is opgebouwd uit driehoekige delen. Driehoeken zijn vormvast, en bieden de constructie daardoor de benodigde stevigheid. Afhankelijk van de plaats in de constructie treden er in de constructiedelen zowel trekkrachten als drukkrachten op. Het specifieke concept van vakwerken zorgt ervoor dat er geen (of weinig) buigend moment in de staven voorkomt.
Het gewicht en belasting van de brug wordt via brugpijlers afgevoerd naar de fundering. Soms wordt de vakwerkconstructie ook wel onder het rijdek uitgevoerd, in plaats van erboven.
Een vakwerkconstructie wordt soms gecombineerd met andere brugtypen. Zo zijn er hang- en tuibruggen waarvan het rijdek bestaat uit een vakwerkconstructie. Hierdoor zijn er minder ophangpunten nodig. Vakwerkbrugdelen kunnen ook onderdeel zijn van een beweegbare brug.
Enkele bekende vakwerkbruggen zijn:
- De Moerdijkbruggen in de spoorlijn Breda - Dordrecht
- (De restanten van) 'De Hef' in Rotterdam
- Het viaduct van Moresnet in Moresnet (in de Platdietse streek van België)
- De (eerste)  Culemborgse spoorbrug
- De Bommelse Brug bij Zaltbommel.
- De Nieuwe Brug (Mitrovicë) in Kosovo